# Robert Lepenies

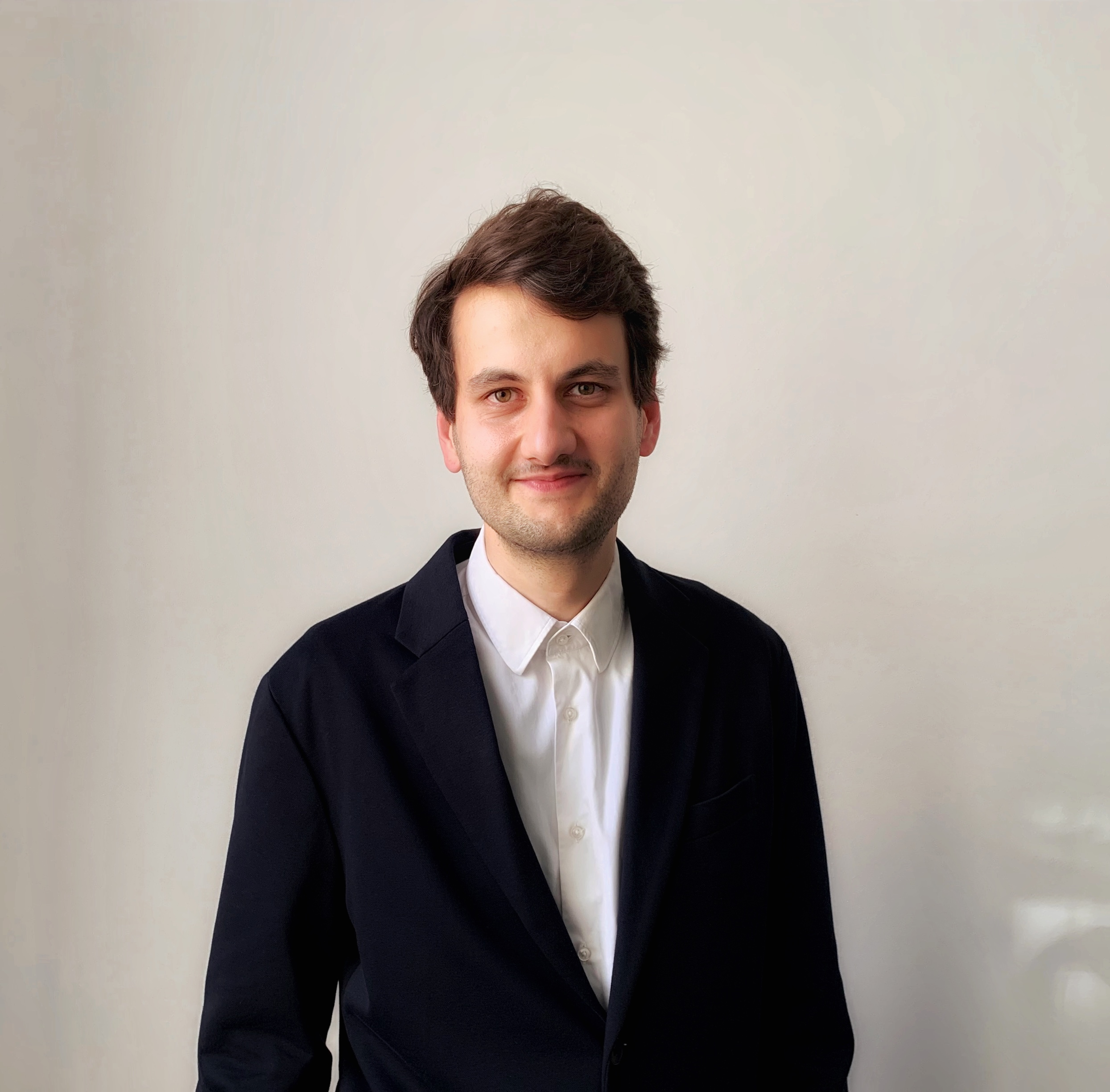
Robert Lepenies, 2022

Robert Lepenies (* 22. Mai 1984) ist ein deutscher Politik- und Wirtschaftswissenschaftler. Er ist seit Oktober 2021 Professor für Plurale und Heterodoxe Ökonomik an der Karlshochschule. Seit Oktober 2022 ist er dort ebenfalls Hochschulpräsident.

## Leben
Lepenies studierte Politik, Philosophie und Ökonomie an der University of Oxford, UK, und schloss 2007 mit einem Bachelor ab. Seinen Master absolvierte er in Internationaler Politischer Ökonomie an der London School of Economics 2009. Er ging an die Hertie School of Governance Berlin und wurde mit einer Arbeit mit dem Titel „Losers in Trade: Economics and Normative Justifications“ in den Politikwissenschaften promoviert.
Mit einem Fulbright-Schuman Fellowship forschte er an der Yale University, USA, mit einem Max Weber Fellowship an dem European University Institute, Italien, und als WZB ASK Prize Recipient am Berlin Social Science Center (WZB). 2017 wurde er Research Scientist am Helmholtz Centre for Environmental Research im Department of Environmental Politics. Im Oktober 2021 erhielt er einen Ruf an die Karlshochschule für eine Professur in Pluraler und Heterodoxer Ökonomik. Im Oktober 2022 wurde er Präsident der gemeinnützigen privatwirtschaftlichen Karlshochschule in Karlsruhe. Er ist damit der derzeit jüngste Hochschulpräsident in Deutschland. Dort lehrt er Plurale Ökonomie in den Studiengängen Sozialwissenschaften und Management.
2015 erhielt er den Deutschen Nachwuchspreis für Plurale Ökonomie. 2016 wurde er in die Global Young Academy for ‘Scientific Excellence and Service’ und in den Jahren 2019 und 2020 in deren Executive Committee gewählt.
Seine Positionen zu Digitalisierung und Bildung, moderner Wissenschaftskommunikation und Nachhaltigkeitspolitik sind vielfach in der Öffentlichkeit rezipiert worden. In der Wissenschaftskommunikation plädiert Lepenies für einen Umgang auf Augenhöhe und einen mutigeren Umgang von Bildungsinstitutionen in neuen Kommunikationskulturen sowie für dezentrale Kommunikationsansätze in Organisationen. Zum Thema digitale Bildung und die Zukunft der Universität vertritt Lepenies die These, dass mit dem digitalen Wandel ein Wandel in der Organisation und den Bildungsansprüchen der Hochschulen einhergehen muss. Insbesondere geht Lepenies auf den notwendigen Wandel in der Hochschullehre ein. In seiner Forschung behandelt Lepenies Fragen zur Kommunikation von Nachhaltigkeitspolitik und Messung von Nachhaltigkeitszielen.

## Publikationen (Auswahl)
- Lepenies, R., Büttner, L., Bärlund, I., Jax, K., Lyytimäki, J., Pedersen, A.B., Nielsen, H.Ø., Mosoni, C., Mille, R., Payen, G. and Richard, D., 2023. The politics of national SDG indicator systems: A comparison of four European countries. Ambio, 52(4), pp.743-756.
- Robert Lepenies, Henning Hahn, Valentin Beck: Dimensions of Poverty. Measurement, Epistemic Injustices, Activism
- Robert Lepenies, I.S. Zakari (2021): Citizen science for transformative air quality policy in Germany and Niger. Sustainability 13 (7),
- Hüesker, F. and Lepenies, R., 2022. Why does pesticide pollution in water persist?. Environmental Science & Policy, 128, pp.185-193.
- Herzog, L. and Lepenies, R., 2022. Citizen Science in Deliberative Systems: Participation, Epistemic Injustice, and Civic Empowerment. Minerva, pp.1-20.
- Lehmann, P., de Brito, M.M., Gawel, E., Groß, M., Haase, A., Lepenies, R., Otto, D., Schiller, J., Strunz, S. and Thrän, D., 2021. Making the COVID-19 crisis a real opportunity for environmental sustainability. Sustainability Science, 16(6), pp.2137-2145.
- Mustajoki, J. et al., 2022. Ambitiousness of Sustainable Development Goal (SDG) targets: classification and implications for policy making. Discover Sustainability 3.1 pp.1-20.
- Lepenies, R. and Małecka, M., 2019. Behaviour change: extralegal, apolitical, scientistic? Behaviour change: extralegal, apolitical, scientistic?. In Handbook of behavioural change and public policy. Edward Elgar Publishing
- Lepenies, R. and Małecka, M., 2015. The institutional consequences of nudging–nudges, politics, and the law. Review of Philosophy and Psychology, 6(3), pp.427-437.
- Lepenies, R. and Malecka, M., 2018. The ethics of behavioural public policy. The Routledge handbook of ethics and public policy.
- Zingraff-Hamed, A., Schröter, B., Schaub, S., Lepenies, R., Stein, U., Hüesker, F., Meyer, C., Schleyer, C., Schmeier, S. and Pusch, M.T., 2020. Perception of Bottlenecks in the implementation of the European Water Framework Directive. Water Altern, 13(3), pp.1-26.
- Lyytimäki, J., Salo, H., Lepenies, R., Büttner, L. and Mustajoki, J., 2020. Risks of producing and using indicators of sustainable development goals. Sustainable development, 28(6), pp.1528-1538.